# Viscum fastigiatum
Viscum fastigiatum är en sandelträdsväxtart som beskrevs av Simone Balle. Viscum fastigiatum ingår i släktet mistlar, och familjen sandelträdsväxter. Inga underarter finns listade i Catalogue of Life.